# Szuhoj T–4
A T–4, más jelzéssel 100-as gyártmány (oroszul: Szotka) egy szovjet kísérleti szuperszonikus bombázó és nagy sebességű felderítő repülőgép, amelyet a Szuhoj tervezőiroda fejlesztett ki. Bár sikerült a prototípus fázistól több sikeres szuperszonikus repülési tesztig eljutni, de soha nem került sorozatgyártásra. Néha Szu–100-nak is hívják.
A Honvédelmi Minisztérium feladata volt egy új, mintegy 7000 km repülési távolságú, „kis, álló és mozgó tengeri és szárazföldi célpontok felderítésére, felkutatására és megsemmisítésére” tervezett új légikomplexum kifejlesztése. Ezt a repülőgépet a potenciális ellenséges repülőgép-hordozó hajók megsemmisítésére, valamint stratégiai felderítésre tervezték.
A T-4 projekt megkülönböztető jellemzője a nagy repülési sebesség biztosítása volt (akár 3200 km/h), ami jelentősen csökkentette a repülőgép sebezhetőségét az ellenséges légvédelmi rendszerekkel szemben.
Az 1953-ban újra létrehozott Szuhoj Tervezőirodanál a tervezési programokat két csoportra osztották: „T program” (delta szárny) és „C program” (nyilazott szárny).

## A projekt története
A 100-as projekt egy versenyen jött létre, amelynek fő célja egy szuperszonikus bombázó és nagysebességű felderítő repülőgép kifejlesztése volt.
A pályázaton részt vettek: Szuhoj tervezőiroda (T–4), Tupoljev tervezőiroda (Tu-135), és a Jakovlev tervezőiroda (Jak–33 vagy Jak–35). A versenyt a T-4 nyerte. A gépnek két H–45 robotrepülőt kellett szállítania. A T-4 sok szempontból volt innovatív repülőgép, mert a repülőgépen több mint hatszáz új konstrukciós megoldást alkalmaztak.
1972. augusztus 22-én a Szuhoj Tervezőiroda vezető tesztpilótája, Vlagyimir Szergejevics Iljusin – Szergej Vlagyimirovics Iljusin repülőgép-tervező fia – és Nyikolaj Alfjorov  navigátor megtették az első repülést. A tesztek kezdete sikeresnek bizonyult, a hadsereg vezetése elégedett volt, és 250 gépből álló sorozatot rendelt a Szuhojtól, amelyet a következő ötéves tervben terveztek megépíteni. 1974 januárjáig 10 repülést hajtottak végre. Az elért sebesség 12 000 m magasságban 1,36 Mach volt.
1976 február 28-án Dementyjev, a Szovjetunió repülőgép-ipari minisztere utasítást adott a 100-as gyártmány projektjének felfüggesztésére annak érdekében, hogy erőket és forrásokat összpontosítson a Tu–160 fejlesztésére. Ezt követően a Szuhoj Tervezőiroda költségbecslést nyújtott be a T-4-re, amely akkor hatalmas összeget, 1,3 milliárd rubelt tett ki. A jövőben a T-4M változatai kerültek volna kifejlesztésre (a fő változások a szárny változó állásában és az újratervezett hajtóműben voltak), például a T-4MSZ (valójában ez már más gép, kevés maradt a repülőgép eredeti megjelenéséből), de ezeket is elutasították.
A T-4M helyét először a Tu–22, majd a Tu–22M és a T-4MSZ, a Mjasziscsev Tervezőiroda M–18 gépe, később a Tu-160 vette át. Volt egy projekt a T-4 utasszállító változatáról, amely versengett a megvalósított Tu-144-gyel. A módosított T–4 felmerült mint a Szpiral űrrepülőgép-rendszer hordozó-indító eszköze.
A projekt lezárása számos problémával járt (egyiket sem erősítették meg, de nem is cáfolták):
- Változások a járműre vonatkozó műszaki követelményekben és a Szuhoj Tervezőiroda munkaterhelésében a T-10 (Szu-27) fejlesztésével.
- A légierő és az SZKP Központi Védelmi Osztálya kilátástalannak tartotta a projektet.
- A Szuhoj Tervezőiroda nem rendelkezett termelési kapacitással a T-4 kiterjesztett tesztelésére.
- A Tusinói Gépgyár, amely a tervezőiroda számára alapvető volt, nem tudott teljesíteni egy ilyen megrendelést, az erre szánt Kazanyi Repülőgépgyárat nem szállították át Szuhojra. Amint elkezdődött a Kazan Repülőüzem T-4 kísérleti tétel összeszerelésére szóló rendelet előkészítése, Tupoljev, felismerve, hogy elveszíti a Tu-22-t gyártó sorozatgyárat, javasolta annak proaktív módosítását a Tu-22M-ből, amely állítólag kissé újra profilizálja a termelést. A Tu-22M-et teljesen új repülőgépként fejlesztették ki, de abban az időben nem született döntés arról, hogy a kazanyi repülőgépgyárban a Szuhoj gépeinek sorozatgyártását lehetővé tegyék.
- A repülőgép nagyon drága, de mégis nagy projektnek bizonyult a Szuhoj Tervezőiroda legújabb technológiái miatt, hogy csökkentse a titánhulladékot a gyártásban és hegesztésében, amit más vállalkozások akkor még nem tudtak. Ezenkívül a T-4-et nem kellett sorozatban gyártani.
- 1969-ben bemutatták a légierő új taktikai és technikai követelményeit egy ígéretes, több módú stratégiai repülőgépre vonatkozóan. Abban az időben a fejlesztés alatt álló T-4 nem felelt meg ezeknek a követelményeknek repülési jellemzőiben, ezért a Szuhoj Tervezőiroda megkezdte a munkát a repülőgép nyilazható szárnyú változatán, a T-4M-en. Ezután kidolgozták a T-4MS projektet („200-as gyártmány”), amely jelentősen eltért az eredeti T-4-től. 1972-ben a T-4MS részt vett az új stratégiai bombázóért folyó versenyben, de a Mjasziscsev Tervezőiroda M-18 projektjét ismerték el jobbnak.

## Jellemzői[5]
A T–4 deltaszárnyú, hagyományos, vízszintes vezérsík nélküli aerodinamikai elrendezéssel rendelkezett, azonban ellátták a szárny előtti kisméretű kacsa vezérsíkkal. A repülőgép személyzete két főből állt. Titánötvözeteket, rozsdamentes és szerkezeti acélt használtak a repülőgéphez.

##### Sárkányszerkezet
A repülőgépváz a következő egységekből áll: törzs, hajtóművek, szárny, elülső vízszintes farok, gerinc, fő- és első futómű -tartók. A repülőgép -egységek technológiai részekre is fel vannak osztva.
- Törzs – hét fő rekeszből áll: a lehajtható orr, a pilótafülke, a műszerrekesz, a központi üzemanyagtartály rekesz, a farokrekesz és a farokernyő rekesz.
- A törzs farokrésze – a farokrészben helyezték el négyszögletes fékernyőt. A fékernyő konténerének burkolatai a kioldáskor oldalra nyílnak szét.
- Szárny – a repülőgép szárnya középső részből és két levehető szárnykonzolból áll. A szárnykonzolok a vezérlőrendszer végrehajtó szerveit és a fedélzeti légi fényeket tartalmazzák.
- Gondola – a középső rész alatt egy négy turbóhajtású hajtómű gondola található. Tűzfalakkal ellátott motorok foglalják el a perem farokrészét. Az állítható légbeszívó szárnyak a repülőgép elülső részének orrába vannak felszerelve. Az elülső rész orrában van egy rés az első alváztartó számára. A fülke mögött a felszerelési rekesz található, amely a repülőgép rendszerek egységeit tartalmazza, a gömb központi részén, a légcsatornák között egy üzemanyag tartály található. A perem középső részének oldalán a középső szakasz alatt a fő futómű bal és jobb fülkéje található.
- Vezérsíkok – a bombázó tollazata a "kacsa" séma szerint készül, elülső vízszintes farokkal és delta szárnnyal. Az elülső vízszintes farok szükséges a repülőgép hosszirányú kiegyensúlyozásához. A gerinc tartalmazza a rádióelektronikai komplexumok egységeit, a kábeleket és a kormányvezérlő rendszer végrehajtó szerveit. A függőleges farok biztosította az iránystabilitási határ minimális értékét, a szükséges stabilitási és irányíthatósági jellemzőket pedig a fly-by-wire vezérlőrendszer biztosította.[6]
- Futómű – orrkerekes, tricikli elrendezésű. A repülőgép futóműve lehetővé tette az 1. osztályú, betonfelülettel rendelkező repülőtereken történő felszállást és leszállást. A fő futóműben kéttengelyes forgóvázak voltak elhelyezve, négy fékkerékkel, mindegyik kerék ikergumival. Az orrtámasz karral függesztett ikerkerekekkel rendelkezik, és indítófékekkel.

A T-4 annyiban érdekes, hogy a felszállás és az orrkúp működési helyzetbe történő felemelése után (szuperszonikus repüléshez) a személyzet csak a periszkópon keresztül tudott előre nézni, a pilótafülke üvegezése csak az oldalra kitekintést tette lehetővé valamint felfelé 4 ablakon keresztül, hiszen ellentétben Tu-144-el a T-4-nek nem volt üvegezése.

##### Teljesítmény
- Hajtómű- négy RD-36-41 gázturbinás sugárhajtómű, egyenként 16500 kgf tolóerővel, amelyek a törzs alatt gondolában vannak elhelyezve. Minden hajtóműpárhoz egy levegőbeömlő nyílás tartozik. A szovjet repülőgépgyártási gyakorlatban először használtak repülőgépen szuperszonikus, állítható vegyes sűrítésű, automatikusan szabályozható levegőbeömlési rendszert. A hajtóműveknél használt több üzemmódú szuperszonikus fúvóka három koronája felfüggesztett szárnyakkal rendelkezik, amelyek a fúvóka szub- és szuperszonikus részét képezik, ami nagy tolóerőt biztosít a repülési sebesség minden tartományában.
- Az üzemanyag -ellátó rendszer egy vészhelyzeti üzemanyag leeresztő rendszerből, a tartályok semleges gázzal történő nyomás alatti rendszeréből és egy üzemanyag szivattyúzó rendszerből áll, amely biztosítja a repülőgép meghatározott beállítását. Az üzemanyagrendszer minden egysége hőálló. Az üzemanyagtartályok a törzsben és a középső részben találhatók. A T-4-hez új típusú, hőstabil RG-1 (naftil) üzemanyagot fejlesztettek ki.

A repülőgép elektromos távvezérlő hajtóművezérlő rendszerrel van felszerelve, amely kézi üzemmódban és automatikus szelepről működik. Ezenkívül a repülőgép hajtóműve magában foglalja a tűzoltó rendszereket, a hűtést, a légbeömlők jegesedés elleni védelmét, a motorok indítását a földön és a levegőben, a légbeömlők automatikus szabályozását.

##### Repülőgép -rendszerek és berendezések
- Áramellátó rendszer – a repülőgép fő áramellátó rendszere egy háromfázisú váltakozó áramú rendszer, 220/115 V feszültséggel és 400 Hz frekvenciával. Tápegység négy olajhűtéses szinkron generátorral, 60 kW. A frekvencia stabilizálását hidraulikus állandó fordulatszámú generátor működése biztosítja. A 27V DC és 36V AC tápellátását 400 Hz frekvenciával négy egyenirányító és két háromfázisú transzformátor biztosítja.
- Sürgősségi tápegységek – három elem és egy átalakító.
- Hidraulikus rendszer- a repülőgép vezérlőrendszer és más rendszerek áramellátását kétcsatornás hidraulikus rendszer biztosítja, az új, magas hőmérsékletű folyadék XC-2-1 használatával. A rendszerben a nyomást először 280 atmoszférára emelték. A repülőgép az automatikus repülőgép vezérlő rendszer négyszeres redundanciájával van felszerelve.
- Életfenntartó rendszer – oxigénellátó rendszerből, légkondicionálóból és a személyzet speciális berendezéseiből áll.
- Oxigénrendszer – két folyékony oxigén gázosító és egy fedélzeti egységes oxigénkészülék készlet.
- Zárt típusú légkondicionáló rendszer, amely tüzelőanyagot használ elsődleges hűtőközegként, hogy megteremtse a szükséges hőmérsékleti feltételeket a túlnyomásos utastérben és a berendezési rekeszekben. A legénység fő felszerelése egy űrruha.

##### Rádióelektronikai berendezések
A T-4 repülőgép több rádióelektronikai berendezés komplexummal van felszerelve:
- Navigáció – egy asztroinerciális rendszerre épül, táblagépen és multifunkcionális kezelőpanelen, jelzéssel, folyamatosan meghatározza a repülőgép térbeli elhelyezkedését, navigációs adatok kiadását az automatikus vezérlőrendszerhez, repülési információk kiadását a személyzet számára.
- Látás-előretekintő radar Nagy észlelési hatótávolsággal, a levegő-föld rakéták vezérlésére.

Felderítés-optikai, infravörös, rádiótechnikai érzékelőket és először használt, oldalra néző radarállomást tartalmaz.
A repülőgépet fel kellett szerelni egy automatikus földi akadálykerülő rendszerrel, amikor alacsony magasságban repült.
A fedélzeti berendezések vezérlésének integrációja és automatizálása olyan magas volt, hogy lehetővé tette a repülőgép személyzetének korlátozását a pilótára és a navigátor-kezelőre.

##### Fegyverzet
A T-4 fegyverzete két hiperszonikus, 500 km hatótávolságú hajóelhárító rakétából állt, két alsó pántos függesztőpontra szerelve. A repülőgép beépített fedélzeti rendszere lehetővé tette, hogy önálló információkkal rendelkezzenek a célhelyzetről és a célpontok eltalálásáról anélkül, hogy a repülőgépek belépnének az ellenség légvédelmi zónájába.

## Műszaki adatok
A T–4M és T–4MSZ változatok esetében csak becsült adatok szerepelnek. 
| T-4 különböző változatai       |                |                        |                         |
| Jellegzetességek               | Т-4            | Т-4М                   | Т-4МSZ                  |
| Specifikációk                  |                |                        |                         |
| Személyzet                     | 2              | 3                      | 3                       |
| Hossz, m                       | 44,5           | n/a                    | 41,2                    |
| Magasság, m                    | 11,2           | n/a                    | 8,0                     |
| Fesztáv, m                     | 22,7           | n/a                    | 40,8/25,0               |
| Állítható nyilazás             | n/a            | n/a                    | 3,3/1,4                 |
| Belépőél szöge                 | n/a            | n/a                    | 30°/72°                 |
| Szárnyfelület, m²              | 295,7          | n/a                    | 506,8/482,3             |
| Tengelytávolság, m             | n/a            | n/a                    | 12,0                    |
| Nyomtávolság, m                | n/a            | n/a                    | 6,0                     |
| Súly üresen, kg                | 55 600         | n/a                    | 123 000                 |
| Saját tömeg, kg                | 57 000         | 49 000                 | n/a                     |
| Normál felszállási súly, kg    | 114 000        | 131 000                | 170 000                 |
| Maximális felszállási súly, kg | 135 000        | 145 000                | 170 000                 |
| Üzemanyag súly, kg             | 57 000         | 82 000                 | 97 000                  |
| Hajtómű                        | 4× RD36-41     | 4× RD36-41             | 4× NК-101               |
| Tolóerő                        | 4× 16 150      | 4× 16 150              | 4× 20 000               |
| Repülési jellemzők             |                |                        |                         |
| Maximális sebesség, km/h       | 3200 (becsült) | 3200 (becsült)         | 3200 (becsült)          |
| Utazási sebesség, km/h         | 3000 (becsült) | 850—900/3000           | 3000-3200/ 800—900      |
| Praktikus hatótávolság, km     | 6000           | 7000/10 000            | 9000/14 000             |
| Maximális hatótávolság, km     | 7000           | n/a                    | n/a                     |
| Praktikus utazómagasság, m     | 25 000         | 23 000                 | 24 000                  |
| Felszállás, m                  | 950—1050       | n/a                    | 1100                    |
| Futás hossza, m                | 800—900        | n/a                    | 950                     |
| Szárnyterhelés, kg/m²          | 184            | n/a                    | 335                     |
| Tolóerő-tömeg arány            | 0,56           | n/a                    | 0,47                    |
| Aerodinamikai minőség          | n/a            | n/a                    | 17,5/7,3                |
| Fegyverzet                     |                |                        |                         |
| Harcterhelés, kg               | n/a            | 4000/18 000            | 9000/45 000             |
| Rakéták                        | 2× Kh-45       | 2× Kh-45 vagy 8× Kh-15 | 4× Kh-45 vagy 24× Kh-15 |

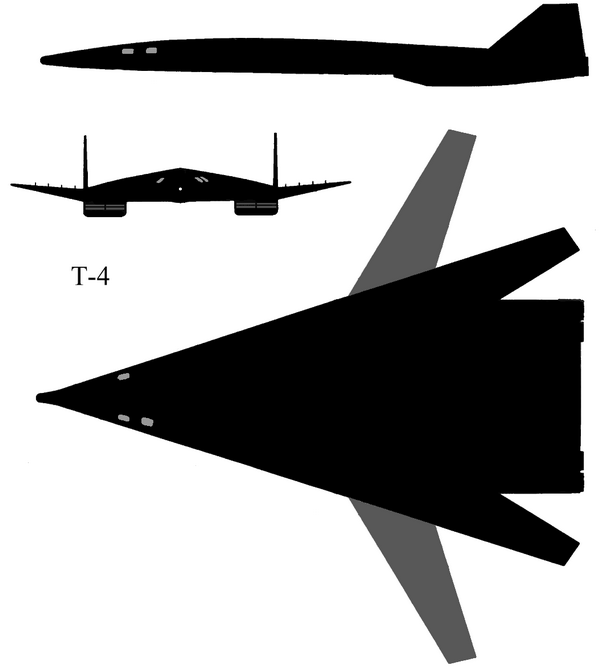

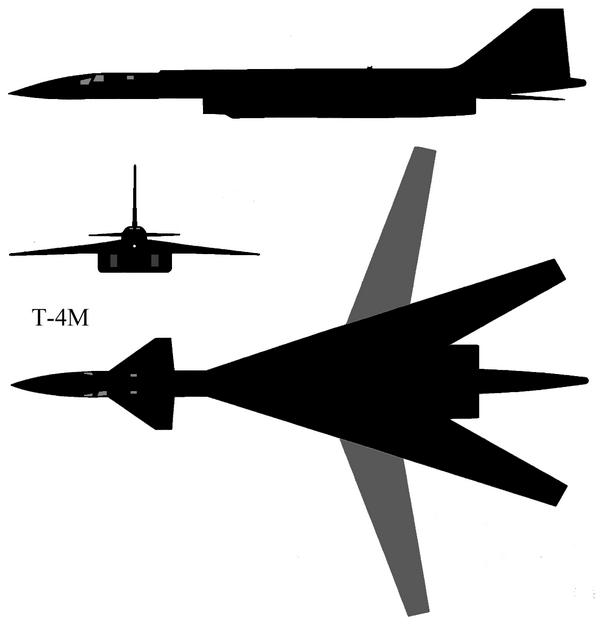

Az egyetlen fennmaradt példány Moszkva mellett, Moninóban, az Orosz Föderáció Légierő Központi Múzeumában található.

## Fordítás
- Ez a szócikk részben vagy egészben  a(z)   Т-4 (самолёт) című orosz Wikipédia-szócikk ezen változatának fordításán alapul.  Az eredeti cikk szerkesztőit annak laptörténete sorolja fel. Ez a jelzés csupán a megfogalmazás eredetét és a szerzői jogokat jelzi, nem szolgál a cikkben szereplő információk forrásmegjelöléseként.